# Хазем Куршед
Хазем Куршед (5 липня 1943) — єгипетський ватерполіст.
Учасник Олімпійських Ігор 1964 року.